# Arthrotidea
Arthrotidea es un género de coleóptero de la familia Chrysomelidae.

## Especies
Las especies de este género son:
- Arthrotidea cheni Xingke, 1996
- Arthrotidea luoxuensis Xingke, 1996
- Arthrotidea rubrica Chen & Jiang, 1981
- Arthrotidea ruficollis Chen, 1942
- Arthrotidea scutellaris Jiang, 1988